# Chuva de Maio
Chuva de Maio é uma série musical da autoria de Zé Arantes com supervisão de texto de Rosa Lobato de Faria e direcção musical de Thilo Krassmann. A realização ficou a cargo de Paula Pacheco. Foi transmitida pela RTP em 1990.

## Sinopse
Viúvo há cerca de um ano, Rodrigo é um decorador que procura reaprender a viver com a filha, Sara, uma menina com dificuldades em enfrentar a morte da mãe. Neste processo, Rodrigo conhece e apaixona-se por Mariana.

## Elenco
- António Pinto Basto - Rodrigo Azevedo de Freitas
- Sandra Nobre - Mariana
- Sofia Brito - Sara
- Curado Ribeiro - João Mendes Sobral
- Laura Soveral - Malú
- Margarida Carpinteiro - Tia Mariazinha (Maria da Conceição)
- Carmen Dolores - Teresa
- João Baião - Miguel
- Norberto de Sousa - Fernando
- Zé Arantes - Eduardo
- Ana Luís - Joana
- Teresa Miguel - Naná
- Carlos Santos - Cardoso
- Rosa Lobato de Faria - dona da boutique
- Joel Branco - revisor do comboio
- Maria João Lucas - mãe de Sara
- Isabel Simões - enfermeira
- Patrícia Tavares - Fátima
- Felipa Garnel - transeunte
- Michel como ele próprio